# Cleodaeus rugiceps
Cleodaeus rugiceps es una especie de coleóptero de la familia Mycteridae.

## Distribución geográfica
Habita en Bolivia, Brasil, Ecuador, Panamá y Paraguay.